# أميكام نوركين
أميكام نوركين (بالعبرية: עמיקם נורקין‏) هو جنرال إسرائيلي وقائد القوات الجوية الإسرائيلية.